# Jens Kruuse
Jens Severin Kruuse (født 6. april 1908 i Odense, død 12. maj 1978 i Aarhus) var en dansk litteraturhistoriker, forfatter, redaktør, dr. phil. og modstandsmand. Han var i mange år kritiker på Morgenavisen Jyllands-Posten.
Jens Kruuse har som forfatter modtaget flere hædersbevisninger, blandt andet Holberg-medaljen. Han var med i ekspert-panelet i Spørg Århus.
Jens Kruuse var i 1964 medstifter af Det Danske Gastronomiske Akademi.
Jens Kruuse er far til Charlotte Strandgaard.